# Ctenus velox
Ctenus velox là một loài nhện trong họ Ctenidae.
Loài này thuộc chi Ctenus. Ctenus velox được John Blackwall miêu tả năm 1865.